# Il·lustració gràfica

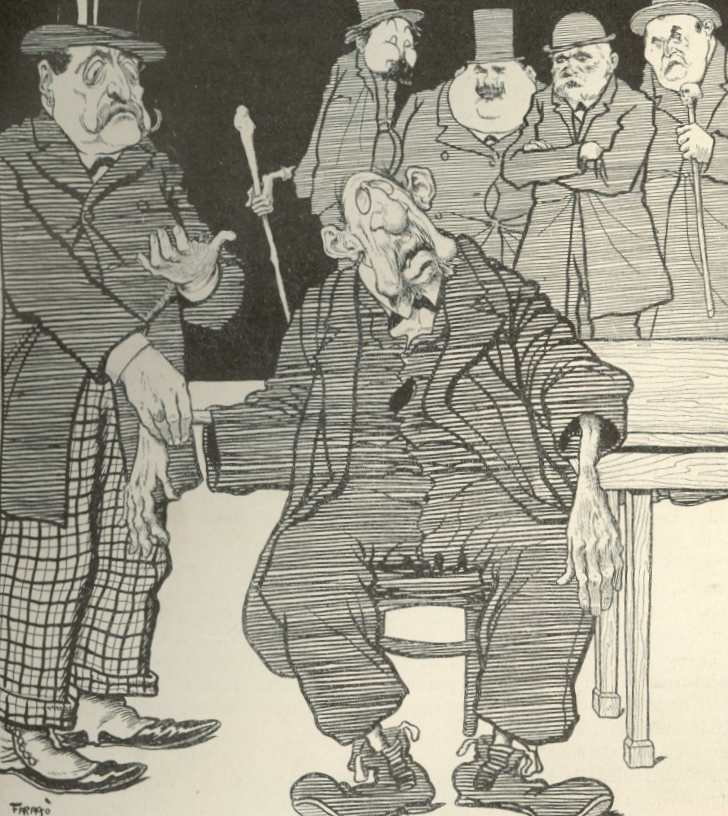
Il·lustració de l'hongarès József Faragó.

La il·lustració gràfica és un mitjà de comunicació que, mitjançant una imatge o una col·lecció d'imatges, ajuda a fer entenedor un missatge. És un recurs expressiu que pot anar acompanyat d'un text o pot funcionar sense, però la seva condició essencial és fer intel·ligible el missatge amb les eines gràfiques que li són pròpies. Per això és un camp molt heterogeni que varia segons el gust estètic del moment, el caràcter del seu creador i el destí final del missatge. La il·lustració, doncs, és present en tots els camps de la cultura com una eina de comunicació que transmet idees i reflecteix l'estètica coetània.

## Gèneres
La il·lustració contemporània utilitza una àmplia gamma d'estils i tècniques, com ara dibuix, pintura, gravat, collage, muntatge, disseny digital, multimèdia i modelatge 3D. El destí final de la il·lustració marca els diferents gèneres on és utilitzada. D'aquesta manera, la il·lustració pot ser:
Ornamental si és destinada a la decoració, l'estampació, els dissenys industrials i artesans de teixits, rajoles, papers per paret...
Científica i tècnica com ara el dibuix naturalista de plantes, animals, minerals, del cos humà o el disseny de màquines, motors i altres eines.
Humorística i satírica mitjançant la caricatura, l'acudit o la tira còmica.
Narrativa i simbòlica per dotar d'imatges un text literari, normalment en forma de llibre, on segueix la seqüència narrativa.
Publicitària amb la creació de cartells i altres ítems de comunicació gràfica lligats a qui encarrega la feina.
Didàctica i esquemàtica per il·lustrar llibres de text, manuals d'ús o infogrames a la premsa, dedicada a complementar o donar una referència visual comprensible d'un text o fragment.
Il·lustració mèdica és una disciplina artística aplicada que desenvolupen il·lustradors mèdics professionals. Un il·lustrador mèdic interpreta i crea imatges per ajudar a explicar i divulgar aspectes del coneixement mèdic i biològic.
Documental, etnogràfica o de projecció mitjançant els apunts d'un treball de camp, el desenvolupament d'una idea o història amb layouts, l'establiment d'un story board o els dibuixos preparatoris per a un film d'animació.
Aquests gèneres utilitzen diferents suports per fer arribar el missatge al públic al qual van adreçats: diaris, revistes, llibres, CD, fulletons, postals, targetes, jocs, cartells, etiquetes, embalatges, papereria, televisió, cinema, formats digitals, etc.

## Història

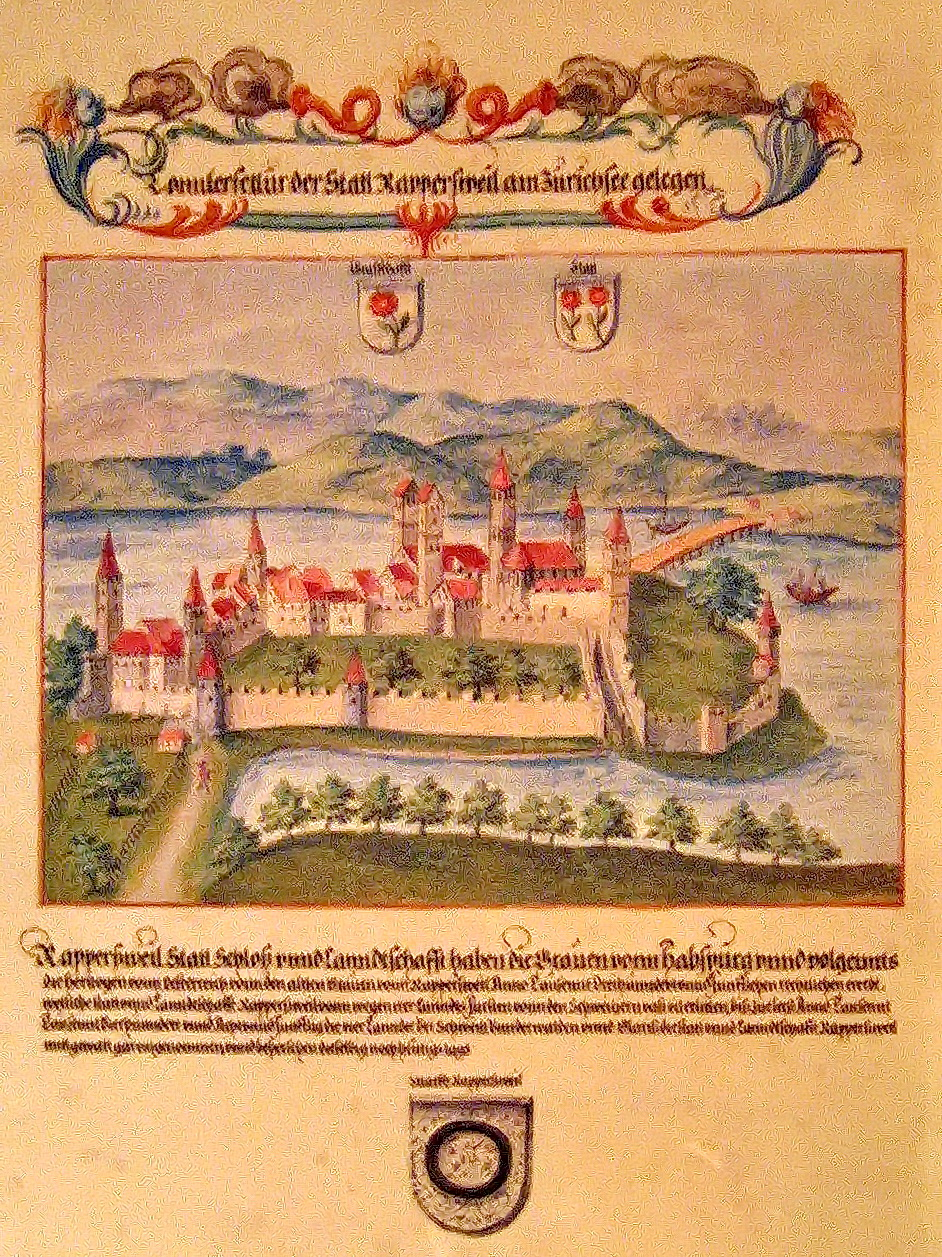
Il·lustració del còdex Vidobonensis (1550).

Els primers textos il·lustrats daten de la civilització egípcia que utilitza les imatges en els papirs del Llibre dels morts (2500 aC.). El canvi de suport que va suposar el pergamí va permetre durant l'edat mitjana il·luminar els còdexs, com ara les bíblies, els beats o els llibres d'hores, amb precioses miniatures que ajudaven la comprensió del text, destinats, però, a pocs i escollits posseïdors. Per això no és fins que, al segle xv, s'aconsegueix la reproducció mecànica d'imatges, que allò que ara entenem per il·lustració arribi a un cercle més ampli de persones. El sistema utilitzat, anomenat xilografia, consistia en una placa de fusta gravada amb les imatges la qual, mitjançant una premsa i una tinta grassa transmetia la il·lustració al paper. Una bona mostra d'aquest sistema són les reproduccions xilogràfiques de la Biblia pauperum amb finalitats pedagògiques. La invenció de la impremta a mitjans del segle xv encara va incrementar les possibilitats d'l·lustrar un text mitjançant les xilografies incloses en la caixa. Al segle xvi la substitució de la xilografia per la calcografia —o sigui la substitució de la fusta gravada pel metall— va permetre millorar considerablement la qualitat de les il·lustracions.

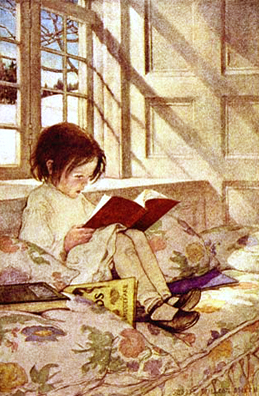
Il·lustració de Jessie Willcox Smith (1863–1935).

A finals del segle xviii, l'alemany Alois Senefelder va inventar la litografia, tècnica que consisteix a dibuixar sobre una pedra polida i encerada, fet que permet una major facilitat de traç i la possibilitat de treballar en formats més grans. A partir d'aquest moment, la xilografia només quedarà reservada per a edicions artístiques i de bibliòfil. La millora en les màquines d'imprimir, juntament amb la nova tècnica litogràfica, representen un avenç considerable que faran del segle xix un període definitiu en l'expansió de la il·lustració. La facilitat i la rapidesa en la impressió provoca un creixement important de la premsa periòdica que utilitza les il·lustracions com a element explicatiu i atractiu per als lectors. El primer diari a incloure il·lustracions va ser The Illustrated London News, l'any 1842, copiat ràpidament per L'Illustration parisenca el 1843. Poc temps després, Harper’s Weekly inaugurava els periòdics amb imatges als Estats Units. A Espanya entren amb força les revistes amb imatges a partir de 1850 i, s'arriba a l'especialització amb les revistes il·lustrades que reben genèricament el nom d'«il·lustracions». La millora del sistema tipogràfic tradicional, a partir dels anys vuitanta, va possibilitar la creació de nous gèneres gràfics que permetien la publicitat dels esdeveniments i dels productes entre els possibles clients, principalment els cartells, les etiquetes, els catàlegs, etc.
La revista d'humor britànica Punch (1841–2002) va ser la primera en utilitzar el terme "cartoon" per descriure una il·lustració humorística i el seu ús generalitzat va fer que John Leech fos conegut com el primer "cartoonist" del món.
En el camp del llibre il·lustrat, la introducció moderna d'imatges té el seu origen en el moviment anglès d'Arts and Crafts, liderat per William Morris i Aubrey Beardsley, que va ser ràpidament importat per altres països.
El darrer avenç tècnic que va influir considerablement en el món de la il·lustració és la fotografia i la facilitat per reproduir-la sobre paper mitjançant el fotogravat o la cromolitografia. La fidelitat de les imatges fotogràfiques va fer variar totalment el concepte d'il·lustració de premsa que havia estat vigent al llarg del segle xix.
En l'actualitat, per vehicular el seu missatge, la il·lustració fa ús de totes les diferents tècniques que té al seu abast: pictòriques, gràfiques, fotogràfiques, digitals o mixtes.

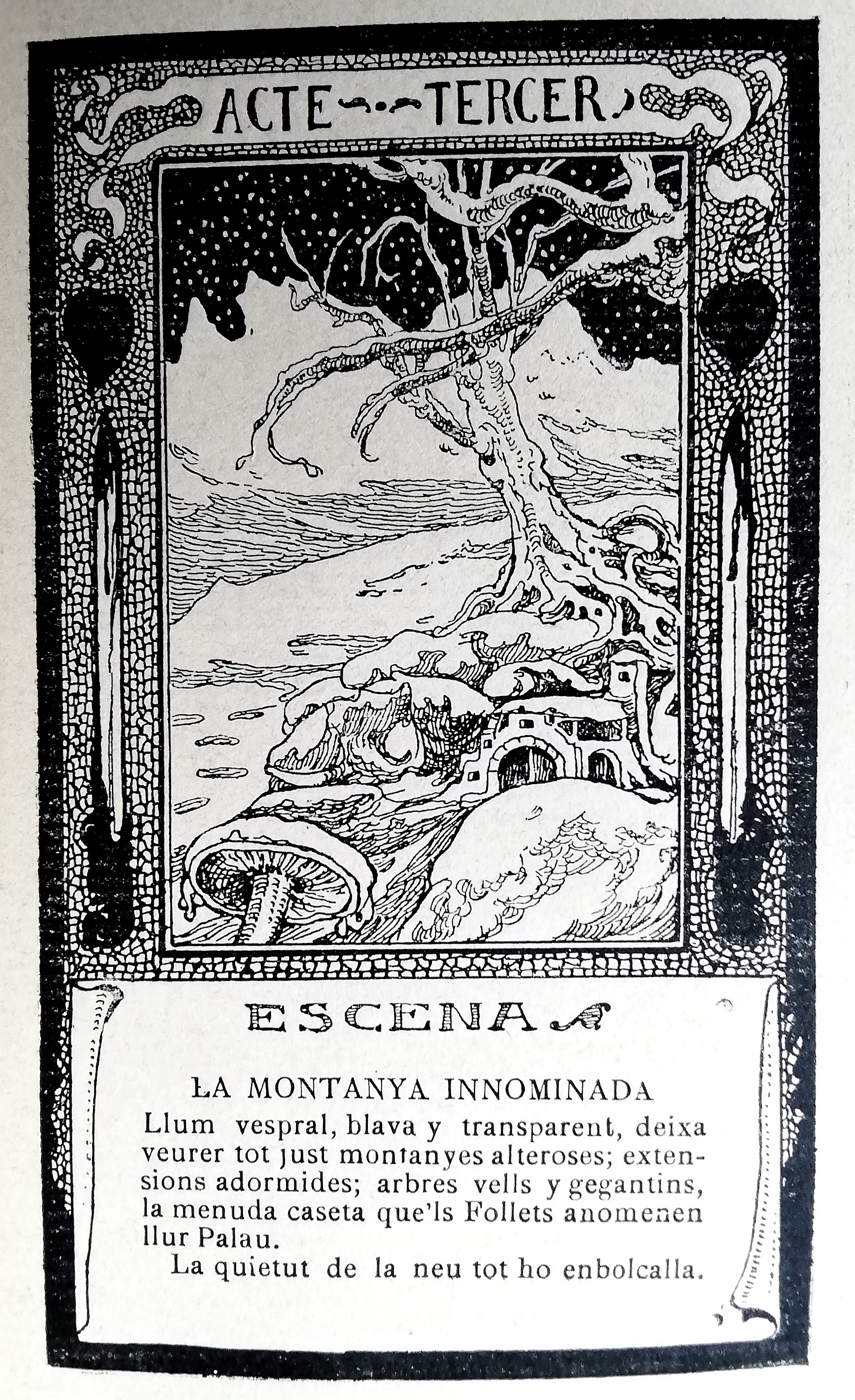
Il·lustració que situa el tercer acte de l'obra de teatre Donzell qui cerca muller del mateix Adrià Gual, publicat l'any 1910

## La il·lustració a Catalunya

### Seglexix
En el segle xix, Catalunya inicia la revolució industrial, sobretot a partir de la repatriació dels capitals dels catalans que havien fet fortuna en el tracte amb les colònies, principalment les americanes. La burgesia, com a nova classe social emergent a conseqüència de la industrialització, necessitava crear la seva identitat cultural que li permetés influir en les decisions que es prenien a nivell estatal en el moment en què s'estava creant l'estat-nació. Immersa la societat en el moviment romàntic, els referents culturals utilitzats van concretar-se en la llengua i en els mites medievals. És el moviment que s'ha anomenat Renaixença i que s'allarga durant el segle xix. És un període en què la capacitat tipogràfica del país es modernitza i dona lloc a la possibilitat de crear productes culturals destinats a les necessitats de la nova classe social, sobretot a partir dels anys seixanta. Els diaris i les revistes, sobretot les il·lustrades, —La Ilustración Española y Americana, La Ilustració Catalana, La Llumanera de Nova York— coneixen una important producció, així com la premsa satírica com ara La Campana de Gràcia, L'Esquella de la Torratxa o La Flaca. També les edicions de llibres creixen espectacularment amb la creació de col·leccions específiques que incorporaven imatges en les seves pàgines com ara Arte y Letras, Biblioteca Verdaguer, Biblioteca Universal de Montaner y Simón que publiquen obres de literatura universal i espanyola. Cal citar ara els tres dibuixants més emblemàtics d'aquest període, ja que les seves il·lustracions van ser publicades tant a les revistes il·lustrades de l'estat espanyol, com a les més destacades de l'estranger, així com en les revistes satíriques i en les col·leccions de llibres esmentades. Josep Lluis Pellicer (1842-1901), Eusebi Planas (1833-1897) i Tomàs Padró (1840-1877) van col·laborar en tots els mitjans editorials de la seva època.
Els avenços tipogràfics de la cromolitografia van possibilitar l'edició de cartells publicitaris en què van col·laborar els més importants artistes de finals de segle xix. Ramon Casas, Miquel Utrillo, Alexandre de Riquer, Joan Llaverias o Francesc de Cidón van ser alguns dels creadors d'aquest nou sistema de publicitat. Així mateix, la influència del moviment Arts and Crafts sobre els artistes catalans va quallar en volums amb il·lustracions netament modernistes d'Alexandre de Riquer, Apel·les Mestres, Josep Triadó o Adrià Gual.

### Segle XX
A començament de segle, va començar a despuntar un altre camp per als il·lustradors. És el camp dels llibres i revistes per a infants, a conseqüència del treball de l'Associació Protectora de l'Ensenyança Catalana i del suport institucional de la Mancomunitat de Catalunya. Revistes com En Patufet, de llarga vida, el TBO o La Mainada van veure passar per les seves pàgines els artistes més reconeguts del moment. També les editorials van crear col·leccions infantils com les de les editorials Muntañola. Joventut, Proa o Molino. A més a més dels artistes citats anteriorment, els il·lustradors presents en aquest període són, entre d'altres, Xavier Nogués, Ricard Opisso, Feliu Elias (Apa) o Joan Vila (D'Ivori). A la dècada dels anys vint s'hi van incorporar altres noms com Joaquim Xauradó, Josep Renau, Lola Anglada o Josep Obiols que van destacar tant en la premsa com en els llibres infantils. Un altre camp on la imatge va continuar essent present van ser les revistes satíriques com Papitu, El Be Negre o l'esportiu Xut. I no es pot oblidar els nous noms en l'apartat del cartellisme com Josep Alumà, Ricard Fàbregas, Evarist Mora, Josep Morell, Emili Grau-Sala i Antoni Clavé.
La Guerra Civil Espanyola (1936-1939) va causar estralls en el món de la cultura en general i també en el de la il·lustració, encara que el cartellisme de propaganda va incrementar la seva presència amb noms com Carles Fontserè, Cristòfor Arteche o Martí Bas.
La dura postguerra, amb la repressió ideològica de la censura, va empobrir notablement la qualitat de les edicions i no és fins a la dècada dels cinquanta que comença a reiniciar-se l'edició de revistes infantils com el suspès TBO o L'Infantil, que continuarà sota el nom de Tretzevents, als quals s'hi afegirà, a començaments dels seixanta, una nova revista infantil, Cavall Fort, que posteriorment es desdoblarà en El Tatano. Es reinicia lentament la publicació de lectures destinades als infants com les novel·les de Josep Maria Folch i Torres o els contes de Lola Anglada. Les editorials, moltes de les quals ja havien publicat abans de la guerra, s'esforcen a omplir el buit del llibre infantil amb nous col·laboradors gràfics, que, o bé segueixen la tradició dels anys vint i trenta, o bé inicien nous estils lligats a les avantguardes, a la publicitat o al còmic europeu i americà. Noms com Emili Freixas, Joan Ferràndiz, Mercè Llimona o R. Riera Rojas formen part de la nova nòmina d'il·lustradors. Empreses com Edicions 62, La Galera o Teide són exemples de renovació editorial i pedagògica començada a la dècada dels seixanta, les quals ampliaran notablement les seves actuacions amb la recuperació democràtica dels anys setanta i vuitanta, juntament amb altres iniciatives de nova creació com les editorials Barcanova, Casals, Edebé, Cruïlla, Publicacions de l'Abadia de Montserrat o Lynx, entre d'altres.
La llibertat d'actuació i d'expressió, aconseguides amb la nova etapa democràtica, van ampliar notablement les activitats i els camps on la il·lustració i els artistes eren presents, fet que va ocasionar la necessitat de reivindicar la seva feina a nivell professional, per la qual cosa es va crear, el 1981, l'Associació Professional d'Il·lustradors de Catalunya (APIC), exemple seguit per Madrid el 1984 i València el 1989; posteriorment també es van crear les associacions del País Basc i de Galícia.
L'ús de les noves tecnologies aplicades a la creació i reproducció d'imatges comporta nous reptes al sector, que en l'actualitat viu un moment vibrant i interessant, ja que les múltiples aplicacions de la il·lustració en tots els camps culturals obren nous camins per als artistes.